# Geoffrey Tootill
Geoffrey Colin Tootill (Chadderton, Oldham, Lancashire, 4 de març de 1922 – 26 d'octubre de 2017) fou un enginyer informàtic conegut per ser un dels creadors de l'SSEM (en anglès, “Manchester Small-Scale Experimental Machine”), considerat el primer ordinador del món amb un programa emmagatzemat, juntament amb Frederic Calland Williams i Tom Kilburn.

## Resum biogràfic
Nasqué el 4 de març de 1922 a la ciutat de Chadderton en el si d'una família treballadora com a fill únic. El seu pare, Frederick Tootill, era periodista, i la seva mare, Alice Tootill, era professora d'escola. Des de ben petit, en Geoffrey mostrà interès per la música, i tocava el clarinet. També s'interessava per l'electrònica, i les seves habilitats quedaren paleses quan a una curta edat va construir una ràdio a casa. Va ser objecte de bullying quan anava a l'escola a causa de la seva gran intel·ligència, que sobresortia de la resta, i les seves excel·lents notes.
Va conèixer a Pamela Watson a Malvern, on hi va treballar durant la guerra. Van iniciar una relació sentimental que va culminar amb la seva unió en matrimoni l'any 1947. Tootill i Pamela tingueren tres fills: Peter, Colin i Stephen. El 1956 es van mudar a Farnborough per motius laborals i allà van construir una casa dissenyada per ell i la seva dona. El matrimoni Tootill era un gran amant de la música i cantava en el cor del grup artístic The Savoy Singers, que actuava en teatres fent obres musicals. El seu èxit musical va fer que la família Tootill viatgés en caravana arreu de la Gran Bretanya i Europa durant els anys 50 i 60.
Pamela va morir a causa d'una malaltia cardíaca l'any 1979. Al cap de dos anys, el 1981, Tootill es va casar amb Joyce Turnbull. Els dos van viure jubilats una vida tranquil·la a Wokingham fins al 2015, any en què Turnbull va ingressar en una residència d'ancians a causa d'un fort alzheimer.
Finalment, Tootill mor el 26 d'octubre de 2017 a l'edat de 95 anys a causa d'una pneumònia.

## Educació

### Ensenyament obligatori
Des que va iniciar l'ensenyament obligatori fou un bon estudiant amb notables resultats acadèmics degut en gran part a la pressió exercida per la seva família, començant pels seus pares però sobretot per la influència del seu avi, qui era un reconegut professor de gramàtica i director d'una escola.
Geoffrey va cursar estudis clàssics a la King Edward's School mitjançant una beca. La seva gran intel·ligència es va fer cada cop més visible a mesura que creixia i, en conseqüència, el van avançar un curs. Tot i anar un curs per davant, va seguir destacant. Amb 16 anys, a l'hora de triar una modalitat dels seus estudis, va escollir la modalitat de matemàtiques enlloc de la de ciències durant dos anys. A l'acabar aquests dos cursos, va fer el pas a la universitat.

### Universitat
El 1940 Tootill es guanyà una plaça en la carrera de Matemàtiques al Christ’s College de la Universitat de Cambridge. Amb l'arribada imminent de la Segona Guerra Mundial en l'època en què estudiava a la universitat, va haver de cursar un programa obligatori en treballs de guerra. També a causa de la vinguda del conflicte hagué de cursar la seva carrera, que durava tres cursos acadèmics, en només dos anys. Mentre estudiava, va formar part de les unitats de formació de lideratge militar que s'organitzaven a les diferents universitats britàniques, les anomenades University Officers' Training Corps, operades per l'exèrcit britànic. Va participar també en l'associació cultural de la Universitat del Temps Lliure, i va ser allà on es va adonar de la seva vocació enginyera enlloc de matemàtica.

## Recerca i obra científica
A l'acabar els seus estudis l'any 1942, Tootill va refusar una oferta per ser ajudant d'un laboratori i va decidir començar a treballar en la investigació operativa. Amb 21 anys es va traslladar a Malvern per treballar en el desenvolupament dels radars aeris al Telecommunications Research Establishment (TRE). Allà, va col·laborar en la instal·lació i solució de problemes del sistema de radars aeris. Va dur a terme una important tasca dissenyant-ne modificacions i supervisant les implementacions.
El 1947 va canviar la vida de Tootill, ja que va rebre una trucada de Frederic Calland Williams, un excompany seu al TRE, per engegar un projecte juntament amb Tom Kilburn (amb qui també va coincidir al TRE) a la Universitat de Manchester. Aquest projecte consistia en ni més ni menys que la creació i desenvolupament del primer ordinador del món amb un programa emmagatzemat. No va ser gens fàcil perquè a més de les dificultats tècniques que podien trobar, van haver de lidiar amb una forta competència, ja que la Universitat de Cambridge i el National Physical Laboratory (NPL) buscaven també la consecució del primer ordinador amb un programa emmagatezemat en els seus respectius projectes. El principal obstacle tècnic amb què van topar Tootill i el seu equip fou la tecnologia de memòria. Per tal de comprovar la memòria del tub de raigs catòdics elaborada i construïda per Calland Williams, Kilburn i Tootill van dissenyar un ordinador senzill, el conegut Small-Scale Experimental Machine (SSEM), que popularment rep el nom de “Baby”. Aquest ordinador podia emmagatzemar fins a 32 instruccions o nombres utilitzant un simple tub de raigs catòdics.
El 21 de juny de 1948, després de mesos de feina construint i testejant el SSEM peça per peça, finalment la màquina va executar un petit programari per trobar el factor propi més elevat d'un número, dissenyat per Kilburn. Al cap de pocs dies, el SSEM ja va funcionar correctament durant 52 minuts per trobar el factor propi més elevat de 218, la qual cosa necessitava aproximadament 3’5 milions d'operacions aritmètiques. La màquina pesava una tona, ocupava una habitació sencera amb els seus més de 5 metres de llargada i tenia menys potència informàtica que una calculadora vulgar d'avui en dia. De fet, la memòria del primitiu ordinador era capaç d'emmagatzemar 128 bytes, i la memòria actual d'un ordinador és més de 1000 milions de vegades més gran.
El “Baby” tenia només la intenció de ser una prova de concepte més que servir com una eina de calcul útil, i els seus creadors mai van arribar a imaginar en aquell moment que el seu invent canviaria i revolucionaria el món. Després del primer funcionament del SSEM, Alan Turing es va mudar a Manchester amb l'objectiu de poder-lo usar per a un projecte en què treballava en el National Physical Laboratory. Tootill va instruir a Turing en el funcionament de l'ordinador i va supervisar i millorar un programa que Turing havia escrit per executar al “Baby”.
El 1949 Tootill va canviar d'aires i va treballar a Ferranti, una empresa d'enginyeria elèctrica, per intentar construir un ordinador més potent a gran escala. De tal forma, va desenvolupar el disseny lògic del que seria el primer ordinador disponible comercialment, anomenat Ferranti Mark I, que estava basat en les idees del SSEM. Però el mateix any, poc satisfet amb el seu salari, abandona l'empresa i accepta una oferta de treball del Royal Military College of Science, localitzat a Shrivenham, prop d'Oxford, per exercir com a professor titular. Allà cobrarà un salari considerablement més alt que en la seva feina anterior, realitzarà importants conferències i liderarà els estudis de laboratori sobre informàtica digital.
L'any 1956 les pretensions d'estudi de Tootill no es corresponien amb les de la universitat, que no li oferia oportunitats de recerca, així que va decidir marxar i acceptar una oferta com a cap de recerca que li va proposar Stuart Hollingdale, cap de la divisió de matemàtiques del Royal Aircraft Establishment, situat a Farnborough. El mateix any, Tootill va ser un dels membres fundadors de la British Computer Society.
L'any 1963 s'uní a la recentment creada European Space Research Organisation (ESRO, l'actual Europaan Space Agency), per la qual cosa va treballar als Països Baixos, França i Alemanya. Va dirigir el Centre de Control de la ESRO, i va ser president del comitè de redacció de la Federació Internacional de Processament d'Informació pel seu “Vocabulari de processament de la informació”, sobre el qual es van basar diverses normes internacionals.
Tornant d'aquest punt culminant de la seva carrera, es va incorporar al Servei Civil de la Gran Bretanya, i se li va assignar un càrrec burocràtic a Londres, el qual ell detestava.
El 1973 va treballar al National Physical Laboratory per treballar en la European Informatics Network, consistent en una xarxa d'ordinadors que va començar a usar prematures tecnologies que s'usen encara avui en dia a Internet. Fins i tot va tenir un breu pas pel National Maritime Institute, treballant en el disseny assistit per ordinador d'un casc de vaixell.
Finalment, l'any 1982, es retira definitivament de la seva carrera científica.
Després de la seva jubilació, va escriure alguns programes i algoritmes informàtics, incloent-hi un per a la transcripció fonètica dels cognoms britànics, el qual va ser un èxit comercial.